# 20686 Thottumkara
20686 Thottumkara (1999 VX54) là một tiểu hành tinh vành đai chính được phát hiện ngày 4 tháng 11 năm 1999 bởi nhóm nghiên cứu tiểu hành tinh gần Trái Đất phòng thí nghiệm Lincoln ở Socorro.